# ليام كاري
ليام كاري (بالإنجليزية: Liam Cary)‏ هو كاهن كاثوليكي أمريكي، ولد في 21 أغسطس 1947 في بورتلاند في الولايات المتحدة.